# 佩特丽萨·索尔亚
佩特丽萨·索尔亚（1994年3月11日—），又译为索尔佳，德國女子乒乓球運動員，曾獲得2016年夏季奧林匹克運動會乒乓球比賽女子團體項目銀牌。她于2022年12月宣布退役。